# Eukarschia mitis
Eukarschia mitis är en fjärilsart som beskrevs av Karsch 1896. Eukarschia mitis ingår i släktet Eukarschia och familjen snigelspinnare. Inga underarter finns listade i Catalogue of Life.